# Fotbollsmuseum
Ett fotbollsmuseum är ett museum vars innehåll handlar om fotboll eller en enskild fotbollsklubb, fotbollsmatch eller fotbollsturnering eller fotbollsarena. De två huvudtyperna är nationella museer och klubbmuseer. Klubbmuseerna förmedlar i regel den egna klubbens historia och kulturarv genom föremål, berättelser och filmklipp.
De nationella museernas innehåll är i mångt och mycket likt klubbmuseerna där fotbollens och framför allt landslagets historia berättas med utställda föremål och filmklipp. Fotbollen som samhällsfenomen är ett vanligare tema på några av de nationella museerna.
Fotbollsmuseer skiljer sig mycket i utformning och kvalitet. Vissa är bara utvecklade prisskåp och andra har flera tusen kvadratmeter utställningsyta att tillgå.
Många av fotbollsmuseerna är belägna inne i fotbollsarenor. De har stor geografisk spridning men de allra flesta finns i Storbritannien, Tyskland, Italien, Spanien, Nord- och Sydamerika. Sveriges enda fotbollsmuseum finns i Degerfors.